# Shuibuya (köpinghuvudort i Kina, Hubei Sheng, lat 30,44, long 110,33)
Shuibuya (kinesiska: 水布垭, 水布垭镇) är en köpinghuvudort i Kina. Den ligger i provinsen Hubei, i den centrala delen av landet, omkring 380 kilometer väster om provinshuvudstaden Wuhan. Antalet invånare är 39 011. Befolkningen består av 19 081 kvinnor och 19 930 män. Barn under 15 år utgör 16,0 %, vuxna 15-64 år 71 %, och äldre över 65 år 11,0 %.
Runt Shuibuya är det ganska tätbefolkat, med 90 invånare per kvadratkilometer. Närmaste större samhälle är Yesanguan, 19,5 km norr om Shuibuya. I omgivningarna runt Shuibuya växer i huvudsak blandskog.
Genomsnittlig årsnederbörd är 1 647 millimeter. Den regnigaste månaden är september, med i genomsnitt 273 mm nederbörd, och den torraste är december, med 22 mm nederbörd.